# Yazdagird I
Yazdegird I, zoon van koning Shapur III, was van 399 – 420 koning van het Sassanidische Rijk.

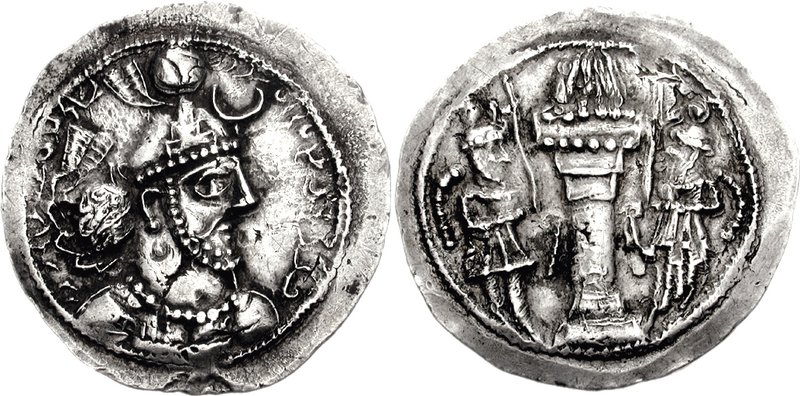
Yazdagird I afgebeeld op een zilveren munt. Op de keerzijde ziet men een vuuraltaar met twee priesters.

Hij stelde orde op zaken na de chaotische periode die volgde na de lange regering van Shapur II (309-379). In zoroastrische hoek was hij niet erg geliefd. Hij werd door hen Yazdegird de Zondaar genoemd, waarschijnlijk omdat hij aanvankelijk welwillend stond tegenover de christenen en joden in zijn rijk. Hij schijnt zelfs met een joodse vrouw getrouwd geweest te zijn. Zijn betrekkingen met de Romeinen waren goed. Keizer Arcadius zond zijn eigen zoon een tijd naar het hof in Ctesifon om er in de leer te gaan. Toen Abdas van Susa, de christelijke bisschop van Ctesifon, steeds extremer optrad tegenover andersdenkenden, en hij zelfs de Grote Vuurtempel in brand wilde steken, keerde Yazdagird zich tegen de christenen. Kerken in het hele land werden in brand gestoken en de christenen uit het land verdreven. Yazdagird stierf onverwacht, mogelijk door moord, en werd opgevolgd door zijn zoon Bahram V.